# Нуманция
Нуманция или Нумансия (на латински: Numantia, на испански: Numancia) е несъществуващо вече селище-опидум на келтиберите, разположено на хълма Муела (cerro de la Muela) на мястото на сливането на реките Тела и Дуеро, на 7 км на север от днешния град Сория, в муниципалитет Гарай (Испания).
В Нуманция, според античните автори (Страбон, Плиний Стари, Апиан и др.), е живяло келтиберското племе на пелендоните (по други сведения, ареваките). Според археологическите данни, градът е възникнал в ранната бронзова епоха (около 700 пр.н.е.). През 6-5 век пр.н.е са издигнати градските стени. Основен поминък на местното население са били скотовъдството, а също и търговията е продуктите му. От занаятите добра била развита керамиката.
През 154 пр.н.е. Нуманция става обект на експанзия на римляните, които се стремят да подчинят на своята власт все още незавоюваните области на Пиренейския полуостров. В Нумантинската война, продължила около 20 години, ареваките и съюзните им племена в началото нанесли на римляните тежки поражения и ги принудили да снемат обсадата на града. През 134 пр.н.е. срещу нумантийците е изпратена армия, оглавявана от Сципион Емилиан Африкански (приемен внук на известния пълководец), наброяваща, според Апиан, около 20 000 римски войници и до 40 000 войска на съюзниците има (основно нумидийски, водени от царя си Югурта). Силите на нумантийците са оценени на 4000 войници.
Сципион отново обсажда града, построявайки около него седем укрепени лагери, като така отрязва жителите от реките. Обсадата продължава 8 (според други данни – 15) месеца, в течение на които Нуманция е завладяна от епидемии и глад. Римските историци се изказват похвално за мъжеството на жителите на града, които продължават отчаяната съпротива. Римският пълководец отхвърля предложението на нумантинските водачи за предаване, считайки техните условия (да им запази живота и свободата) за прекалено високи и иска пълна капитулация. През лятото на 133 пр.н.е., нумантийците, доведени до отчаяние, започват да се убиват един друг, за да не станат роби на римляните. Сципион влиза в опустошения град, където са оцелели само няколкостотин жители. За превземането на Нуманция е удостоен в триумф и прозвището „Нумантийски“. Според данни, установени при разкопките, скоро след разрушаването си, града е построен отново и продължил да съществува и в епохата на римското владичество над Испания и при вестготите. Изчезва окончателно след 6 век.